# Zirwala
Zirwala (arab. زروالة, fr. Zerouala)  – jedna z 52 gmin w prowincji Sidi Bu-l-Abbas, w Algierii, znajdująca się w zachodniej części prowincji. W 2008 roku gminę zamieszkiwało 4790 osób. Numer statystyczny gminy w Office National des Statistiques d'Algérie to 2233.